# Sakura Hirota
Sakura Hirota (en japonés: 広田さくら, Hirota sakura) (Owariasahi, 12 de abril de 1978) es una luchadora profesional japonesa que ha participado como artista independiente en promociones como Oz Academy y Pro Wrestling Wave.

## Carrera profesional

### Circuito independiente (1996-presente)
Hirota debutó como luchadora profesional en AJW Discover New Heroine, un evento promovido por All Japan Women's Pro-Wrestling el 12 de agosto de 1996, en el que compitió en un torneo por equipos en el que formó pareja con su entrenadora Chigusa Nagayo, cayendo ante Aja Kong y Yoshiko Tamura en un combate de primera ronda.
Como independiente, Hirota es conocida por trabajar con varias promociones. En WAVE The Virgin Mary Reina De Reinas 2012, un evento crossover producido por Pro Wrestling Wave en asociación con Lucha Libre AAA Worldwide el 27 de noviembre de 2012, Hirota obtuvo una victoria sobre Ran Yu-Yu. En JWP Recapture In Shinjuku, un evento promovido por JWP Joshi Puroresu el 25 de octubre de 2015, hizo equipo con Kazuki en un esfuerzo perdedor ante Hanako Nakamori y Makoto.
En Seadlinnng The Second Match ~ Up To You! del 25 de noviembre de 2015, Hirota formó equipo con Emi Sakura en un esfuerzo perdedor ante Takako Inoue y Yumiko Hotta. En la final del D-Oh Grand Prix 2020 de DDT Pro-Wrestling del 28 de diciembre de 2018, cayó ante Saki Akai. En el Hana Kimura Memorial Show, un espectáculo que retrató un año desde el fallecimiento de Hana Kimura el 23 de mayo de 2021, Hirota compitió en una All-Star Battle Royal de 28 personas en la que también participaron Cima, Masato Tanaka, Yusuke Kodama, Jun Kasai, Jinsei Shinzaki y muchos otros.

#### Ice Ribbon (2012-2019)
Tuvo su primer combate para Ice Ribbon en el New Ice Ribbon #424 del 28 de octubre de 2012 hizo equipo con Hamuko Hoshi para derrotar a Cherry y Meari Naito. En el New Ice Ribbon #696 del 5 de diciembre de 2015, desafió sin éxito a Neko Nitta y Kyuri por el Campeonato de la Cinta Triangular en un combate a tres bandas.

#### Oz Academy (2011-presente)
Hirota tiene una permanencia en Oz Academy. En Heart on Wave, el 23 de septiembre de 2014, formó equipo con Mayumi Ozaki como "Ozakura Princess" y derrotó a Aja Kong y Tsubasa Kuragaki en la final de un torneo de cinco tag teams para ganar el vacante Oz Academy Tag Team Championship. En WAVE/OZ Academy OZABU Spin Off, un evento crossover promovido tanto por Oz Academy como por Pro Wrestling Wave el 7 de junio de 2015, compitió en una battle royal de 19 personas en la que también participaron Tsubasa Kuragaki, Mio Shirai, Kaori Yoneyama, Manami Toyota y otras.

#### Sendai Girls' Pro Wrestling (2011-presente)
Hirota también es conocida por su paso por la Sendai Girls' Pro Wrestling. En un house show organizado por la promoción el 20 de enero de 2019, participó en un battle royal de 15 mujeres que también involucró a oponentes notables como Alex Lee, Kaoru Maeda, Meiko Satomura, Sareee y otras. En otro house show del 11 de marzo de 2019 desafió sin éxito a Chihiro Hashimoto por el Campeonato Mundial de Sendai Girls.

#### Pro Wrestling Wave (2010-presente)
Hirota es conocida por competir en varios de los eventos emblemáticos de la promoción. Uno de ellos es Catch the Wave, haciendo su primera aparición en la edición de 2014 del evento donde se colocó en el bloque "Adeyaka" y consiguió un total de seis puntos tras competir contra Yumi Ohka, Tsukasa Fujimoto, Tomoka Nakagawa, Kyoko Kimura, Shuu Shibutani y Yuu Yamagata. Un año más tarde, en la edición de 2014 del torneo, consiguió tres victorias y seis derrotas tras competir contra rivales de la talla de Kana, Hikaru Shida, Mika Iida, Cherry, Ryo Mizunami, Misaki Ohata, Kaho Kobayashi y Rina Yamashita.
En cuanto a la Onda Dual Shock, hizo su primera aparición en la edición de 2014 en la que compitió contra equipos como Fairy Family (Dynamite Kansai y Fairy Nipponbashi) y Merazoma (Melanie Cruise y Moeka Haruhi), formó equipo con Mika Iida como "Sakuragohan" y llegó a la final a partir del 15 de octubre donde también dejaron caer el Wave Tag Team Championship ante Revolución Amandla (Kyoko Kimura y Tomoka Nakagawa). En la edición de 2017 formó equipo con Saki como "Pyonzu, Zu" y cayó ante Natsu & Natsuri (Natsumi Maki y Sumire Natsu).

## Campeonatos y logros
- Gaea Japan
  - One Night Tag Team Tournament (2004) – con Chigusa Nagayo
- Oz Academy
  - Oz Academy Tag Team Championship (1 vez) – con Mayumi Ozaki[16]
- Pro Wrestling Wave
  - Wave Single Championship (1 vez)
  - Wave Tag Team Championship (2 veces) – con Yuki Miyazaki (1) y Mika Iida (1)
- World Woman Pro-Wrestling Diana
  - World Woman Pro-Wrestling Diana Queen Elizabeth Championship (1 vez)